# Hermann Haas (Künstler)
Hermann Haas (* 2. April 1878 in Gießen; † 15. Oktober 1935 in Aachen) war ein deutscher Keramiker, Maler und Architekt.

## Leben und Wirken
Nach seinem Schulabschluss studierte Haas von 1895 bis 1897 Architektur und Kunst an der Akademie der Künste in Berlin sowie von 1897 bis 1901 an der Staatlichen Akademie der Bildenden Künste Karlsruhe. Anschließend wurde er als Mitarbeiter mit dem Schwerpunkt der Gestaltung von Fliesenbildern, Landschaftsbildern sowie Entwürfen für Gebrauchsgeschirre in dem Meisteratelier des Malers und Graphikers Hans Thoma sowie zusätzlich in der Majolika-Manufaktur Karlsruhe übernommen. Im Jahr 1904 folgte er einem Ruf an die Keramikfachschule in Landshut, wo man ihm die Leitung übertrug, welche er bis 1907 innehatte.
Mittlerweile war die Geschäftsführung des Familienunternehmens Villeroy & Boch Keramische Werke auf Haas aufmerksam geworden und so warb ihn noch vor 1910 der Generaldirektor Roger von Boch-Galhau als künstlerischen Mitarbeiter und Berater für den Bereich Formen und Dekore für die Werksstandorte Steingutfabrik Mettlach, Keramische Werke Wallerfangen und Kristallfabrik Wadgassen an. Bereits bei seiner ersten größeren Ausstellung im Jahre 1911, wo er zusammen mit dem Berliner Architekten Richter für den Pavillon auf der „Expo Internazionale“ in Turin verantwortlich war, errang Haas eine Goldene Medaille. Neben zahlreichen Katalogeintragungen in den folgenden Jahren war Hass schließlich im Jahr 1914 für seinen Arbeitgeber wiederum zusammen mit Richter mit einer erfolgreichen Ausstellung sowohl auf der Kölner Werkbundausstellung als auch auf der „Baltischen Ausstellung“ in Malmö vertreten. Unstimmigkeiten mit dem neuen Direktor von Mettlach, Carl Mattfeld, unter anderem auf Grund unterschiedlicher künstlerischer Vorstellungen sowie allerdings auch kriegsbedingter zurückgehender Verkaufszahlen, führten dann im Laufe des Jahres 1914 zur kurzfristigen Kündigung von Hermann Hass.
Nach dieser Kündigung und einer kriegsbedingten Schaffenspause war es zunächst ruhig um Haas geworden. Nach dem Ersten Weltkrieg verlagerte Haas seinen Arbeitsschwerpunkt wieder in den Münchener Raum und er wurde dort im Jahre 1925 als Dozent an die Technische Hochschule München berufen. Schließlich wechselte Hass im Jahr 1929 noch an die RWTH Aachen, wo er als Ordinarius für Möbelzeichnen und Innenarchitektur übernommen wurde. Er übernahm die Professur des emeritierten August von Brandis. Hier setzte sich Haas vorrangig dafür ein, dass seinen Studenten praxisnahe Übungen in den verschiedenen Handwerksbetrieben angeboten werden sollten, ähnlich den Praktika in den technischen Fakultäten. Doch trotz der Unterstützung seines amtierenden Rektors Otto Gruber verhinderten sowohl sein früher Tod im Jahr 1935 als auch andere Ansichten des Reichsministeriums für Wissenschaft, Erziehung und Volksbildung, das die künstlerische Freiheit zurückdrängen und eine zentralisierte nationalsozialistisch geprägte Architekturausbildung durchsetzten wollte, die Umsetzung dieser Idee.
Hermann Haas war Mitglied im Deutschen Werkbund und im Bund Deutscher Architekten.

## Werk
- Wallenfanger Steingut, Band 2, Katalog und Exponate von Beatrix Adler: